# Balta luzonica
Balta luzonica är en kackerlacksart som först beskrevs av Bei-Bienko 1941.  Balta luzonica ingår i släktet Balta och familjen småkackerlackor.
Artens utbredningsområde är Filippinerna. Inga underarter finns listade.